# Blechnum falciforme
Blechnum falciforme là một loài thực vật có mạch trong họ Blechnaceae. Loài này được (Liebm.) C. Chr. mô tả khoa học đầu tiên năm 1905.